# Trascendencia
El término trascendencia, trascendental o trascendente (del latín trascendens; trascender, superar, sobrepasar, ser mejor que otros, extenderse) indica la idea de sobrepasar o superar. Es el carácter de lo trascendente, es decir, lo que está más allá de lo perceptible y de las posibilidades de lo inteligible (comprensión) y se opone al concepto de inmanencia. 
Lo trascendente es aquello que se encuentra «por encima» de lo puramente inmanente y la inmanencia es, precisamente, la propiedad por la que una determinada realidad permanece como cerrada en sí misma, agotando en ella todo su ser y su actuar. La trascendencia supone, por tanto, la inmanencia como uno de sus momentos, al cual se añade la superación que el trascender representa. Lo inmanente se toma entonces como el mundo, lo que vivimos en la experiencia, siendo lo trascendente la cuestión sobre si hay algo más fuera del mundo que conocemos. Es decir afrontar lo que es el universo. 
Las respuestas a esta cuestión tienen un origen cultural en lo filosófico-religioso. Agustín de Hipona pudo decir, refiriéndose a los platónicos: «trascendieron todos los cuerpos buscando a Dios». La escolástica orienta la cuestión de la trascendencia hacia una demostración o prueba de la inmortalidad del alma y de la existencia de Dios. Para ello se recurre a la analogía del Ser.
Hoy en día la cuestión no incide tanto en demostrar dicha existencia, cuanto en el hecho de que el hombre en todo lo que es la problemática de su existencia de un modo inevitable siempre está abierto a esa dimensión misteriosa de lo trascendente. En la filosofía de la Edad Contemporánea lo trascendente se refiere más a la posibilidad de un conocimiento objetivo de lo real, en lo que es la crítica del conocimiento, gnoseología, y los sistemas científicos, epistemología, como posibilidad de ir ampliando los horizontes de nuestro conocimiento partiendo del conocimiento del mundo basado en la experiencia posible. El reconocimiento de las creencias y su importancia en la vida social y cultural abre una dimensión nueva: la antropología filosófica.

## Significados del término
El término ha adquirido varios significados a lo largo de la historia.

### En la Escolástica
El término trascendental se utilizó por primera vez en la filosofía escolástica medieval y, específicamente, se desarrolló a través de las elaboraciones conceptuales iniciales de Felipe el Canciller, Guillermo de Auvernia y Guillermo de Auxerre. Se consideraban trascendentales aquellas prerrogativas propias de Dios, de las que no se puede separar su propia pensabilidad. El concepto de trascendental y sus especificaciones fueron elaborados por primera vez por Felipe el Canciller en su Summa de bono (1225-1228), y nombrados más tarde con el término latino trascendentalia en la Summa Magistri Rolandi cremonensis del dominico Rolando da Cremona. Felipe el Canciller identificó los trascendentales en cuatro Nombres Divinos, de los cuales no se puede separar la concebibilidad de Dios: ens, el ser; unum, la unidad; verum, la verdad y bonum, el bien. A estos cuatro conceptos trascendentales, Guillermo de Auvernia añadió más tarde el término pulchrum (belleza), basándose en el pensamiento de Pseudo Dionisio Areopagita.
Guillermo de Auxerre hará una importante contribución a la elaboración filosófica de Felipe el Canciller a través de una justificación de los trascendentales. Guillermo afirma que es comprobable que el esse puro sólo puede ser pensable como unum, en tanto que hay una identidad entre el ser y la unicidad de Dios. En este punto se reconocen cuatro propiedades trascendentales que trascienden la entidad de cada uno y, por tanto, son propiedades predicables al ente en cuanto tal, a todo ente: unum, verum, bellus et bonum (unidad, verdad, belleza y bondad).
Tomás de Aquino aplicó los trascendentales a aquellos conceptos que tienen universalidad propia, como la verdad y la bondad: éstos, en un primer grado de universalidad, se refieren concretamente a todos los seres humanos, pero si son elaborados teóricamente por el intelecto y la voluntad de un ser perfecto como Dios, adquieren, por así decirlo, una "summa universalidad" que se expresa precisamente en el término trascendental. 

### En Kant
Un caso particular es el uso del término «trascendental» en la filosofía kantiana.
Se refiere a las condiciones del conocimiento que organizan la percepción sensible, intuiciones puras en la experiencia; o los conceptos puros o categorías que estructuran y ordenan los conceptos a la hora de formular los juicios; finalmente las ideas de la razón que regulan y dirigen todo el proceso del conocimiento hacia un fin.
Son estructuras subjetivas que, aunque trascienden el conocimiento y el campo limitado de la experiencia individual y generan un conocimiento objetivo, no permiten trascender el ámbito de la experiencia posible, comprendida como mundo. Por ello Kant en lugar de trascendentes las llamó trascendentales.

### En el Idealismo alemán
El término "trascendental" fue retomado por los idealistas Johann Gottlieb Fichte y Friedrich Schelling como sinónimo de funcional o constitutivo, para designar su propio idealismo: para ellos este es un postulado filosófico a admitir a priori, a través de la intuición intelectual, necesaria para la constitución no sólo del conocimiento humano sino (a diferencia de Kant) también de la realidad objetiva. De hecho, Fichte reconoció el mérito de Kant por haberse acercado a la concepción idealista con la doctrina del "yo pienso", o "apercepción trascendental", que sin embargo siguió siendo un principio formal de la realidad. El idealismo transforma el yo pienso en un principio material constitutivo de la realidad misma, es decir, en el yo absoluto .
En particular, el acto por el cual el ego crea el mundo es trascendental. Este acto no puede demostrarse racionalmente, sino que debe presuponerse primero con un acto intuitivo-intelectual en este sentido trascendental: forma y contenido, trascendente e inmanente, anterior a la creación de la realidad (autoconciencia) y al mismo tiempo coincidente con ella (creación propia).  Schelling tituló su obra más famosa System of Transcendental Idealism ( System des transzendentalen Idealismus, 1800), en el que reconstruye los momentos a través de los cuales la conciencia llega al Absoluto, unidad del espíritu y la naturaleza. El momento supremo lo constituyó el arte, en el que la intuición intelectual, objetándose en sí misma, como intuición estética, captó esa unidad de manera en parte consciente y en parte inconsciente.

### En la fenomenología husserliana
A principios del siglo XX, Edmund Husserl readecua el significado de trascendental, argumentando que todo acto subjetivo de conciencia debe ser entendido a la luz de la fenomenología como dotado de intencionalidad, es decir, siempre se dirige a un objeto y existe como un función de este.  De esta forma, Husserl pretende centrar su atención en la conciencia, en su relación con el mundo y con otros yoes, desviándola de la cuestión de la realidad del mundo exterior, que está suspendida a través de la epojé y no considerado pertinente al problema de la estructura del yo trascendental, que para Husserl se constituye como la condición de posibilidad de la existencia tanto de la conciencia como de los objetos, tanto materiales como ideales. Es decir, para Husserl el mundo está fenomenológicamente constituido por la conciencia, no en el sentido de que sea creado por ella, sino porque su posibilidad de existencia está contenida en el ego trascendental.